# Brisinga evermanni
Brisinga evermanni is een vijftienarmige zeester uit de familie Brisingidae.
De wetenschappelijke naam van de soort werd in 1906 voor het eerst gepubliceerd door Walter Kenrick Fisher. De soort werd beschreven aan de hand van één specimen dat tijdens een tocht met het onderzoeksschip Albatross in voorjaar en zomer van 1902 was opgedregd van dieptes tussen 400 en 500 vadem (732 tot 914 meter) bij Hawaï uit water met een temperatuur van 39,6°F (4,2°C). Het type-materiaal kwam van een locatie bij het eiland Kauai. De soort werd door de auteur vernoemd naar de ichtyoloog Barton Warren Evermann.